# SŽD-Baureihe 2ТЭ10В
Die Lokomotiven der 2ТЭ10В (deutsche Transkription 2TE10W) der Sowjetischen Eisenbahnen (SŽD) waren breitspurige Diesellokomotiven mit dieselelektrischer Kraftübertragung vorrangig für den Güterzugdienst. Sie gehörten zu den Doppellokomotiven der ТЭ10-Familie und waren als Ableitung aus der Reihe 2ТЭ10Л entstanden. Sie trugen den Spitznamen Woroschilowgradska mit dem Bezug zum Standort des Herstellerwerkes.

## Geschichte
Parallel mit der Fertigung der 2ТЭ10Л begann die Lokomotivfabrik Luhansk 1975 mit dem Bau dieser Lokomotive, die als Modifikation dieser Reihe anzusehen ist. Die hauptsächlichsten Parameter der neuen Lok waren identisch mit denen der Ursprungsmaschine. Der augenscheinlichste Unterschied, wie auch bei allen anderen folgenden Zwei-, Drei- und Viersektionsmaschinen dieser Lokomotivfamilie, waren die Ausrüstung mit neuen Drehgestellen und einer neuen Karosserie analog der 1971 erschienenen 2ТЭ116. Gegenüber den nachfolgenden Baureihen war das Fahrzeuggesicht noch etwas anders gestaltet, was durch den geänderten mittleren Positionsscheinwerfer, die etwas höher gelegenen Scheinwerfer und das weiter vorstehende Dach zum Ausdruck kommt.  Das Zweimaschinenaggregat wurde unter der Fahrerkabine positioniert.
Die elektrischen Traktionsfahrmotoren waren die der Serie ED-118A. Die Masse der neuen Diesellok wurde vergrößert auf 276 t. Die Anfahrzugkraft war genauso wie bei der 2ТЭ10Л, ebenso wie die Höchstgeschwindigkeit von 100 km/h.
Insgesamt wurden von 1975 bis 1981 1.898 Lokomotiven der Serie 2ТЭ10В ausgeliefert. Bei der Nummerierung der Lokomotiven wurde diejenige der 2ТЭ10Л fortgeführt. Von den beiden Baureihen zusammen wurden 5.090 Lokomotiven gefertigt.

## 3ТЭ10В
1978 wurden zwei Sektionen der 2ТЭ10В mit einer mittleren Sektion ohne Führerstand zu einer dreiteiligen Lok mit der Baureihenbezeichnung 3ТЭ10В ergänzt. Dadurch entstand die erste dreiteilige Diesellokomotive der ehemaligen Sowjetunion.